# Porte de Paris (Lille)
Pour les articles homonymes, voir Porte de Paris.
La porte de Paris ou porte des malades, est une porte de ville de l'enceinte de Lille construite pour partie à la fin du XVIIe siècle en arc de triomphe pour célébrer les victoires de Louis XIV. Complétée à la fin du XIXe siècle, elle est classée monument historique en 1875.

## Histoire

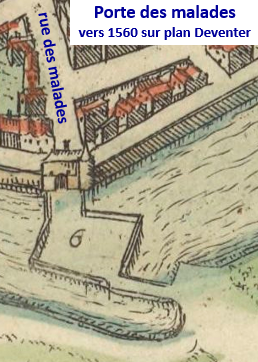
Porte des Malades vers 1560 sur plan Deventer

À cet emplacement s'élevait initialement la porte des malades située sur la partie de l'enceinte de Lille établie au cours d'un agrandissement de la ville au XIIIe siècle englobant les paroisses Saint-Sauveur et Saint-Maurice. Cette porte était la sortie sud de la ville dans le prolongement de la rue des malades ainsi nommée car elle conduisait à une léproserie de Lille ou « maladrerie » réservée aux bourgeois de Lille fondée vers 1233 à l'extérieur de la ville à l'emplacement des actuelles école des Arts-et-Métiers et gare Saint-Sauveur. Cette léproserie est supprimée vers 1670 lors de la construction du fort Saint-Sauveur. La rue des malades, axe principal du quartier Saint-Sauveur, renommée rue de Paris après la conquête de Lille par Louis XIV, est l'actuelle rue Pierre-Mauroy.
Le 28 août 1667, après un siège de 10 jours, Louis XIV entre dans la ville par cette porte et reçoit du « Magistrat de Lille » les clefs de la cité. Un an plus tard, au traité d'Aix-la-Chapelle, Lille devient française.
Louis XIV témoigne un certain intérêt pour la ville et commande à l'architecte Simon Vollant la construction de la porte de Paris devant la porte des malades. Elle est édifiée de 1686 à 1694, en mémoire du rattachement de Lille à la France, glorifiant l'entrée du Roi soleil dans sa belle et bonne ville de Flandre.
De la fin du XVIIe siècle jusqu'au démantèlement des fortifications au cours des années 1860, la porte de Paris comportait deux éléments séparés d'une dizaine de mètres : cette entrée triomphale côté campagne et un bâtiment d'un étage, « corps de garde », côté ville, à l'emplacement de l'ancienne porte des malades, à l'extrémité de la rue de Paris. Les portails carrossables sous ces deux édifices étaient reliés par un court passage.

La porte de Paris avant le démantèlement des fortifications des années 1860
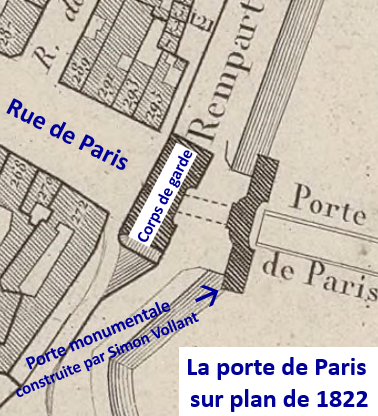
Porte de Paris de Lille sur plan de 1822
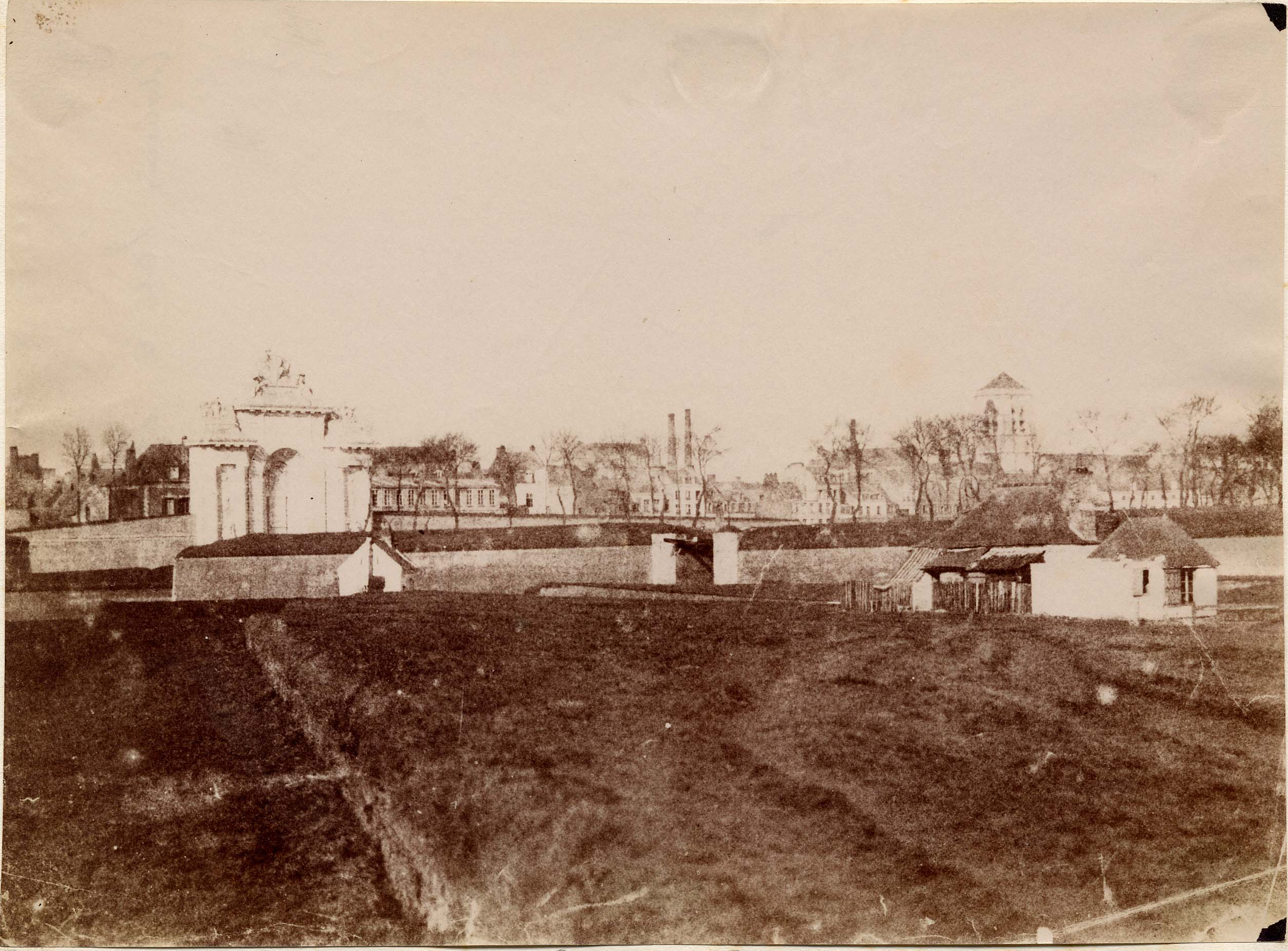
Porte de Paris en 1855 : on aperçoit  le bâtiment du corps de garde à gauche derrière la porte de Simon Vollant

Le bâtiment du corps de garde est démoli vers 1860, lors du démantèlement des fortifications consécutif à l'agrandissement de Lille de 1858 et une place ronde est tracée autour de la porte de Simon Vollant restée seule en place. Ce monument dont la suppression avait été initialement envisagée, est sauvé de la démolition grâce à une intervention d'une commission présidée par l'architecte Charles Garnier, qui recommanda par ailleurs de "conserver cet édifice, au moyen de constructions qui le compléteront", recommandation suivie à partir du réaménagement entrepris en 1888.

La porte de Paris après démantèlement du rempart et avant restauration
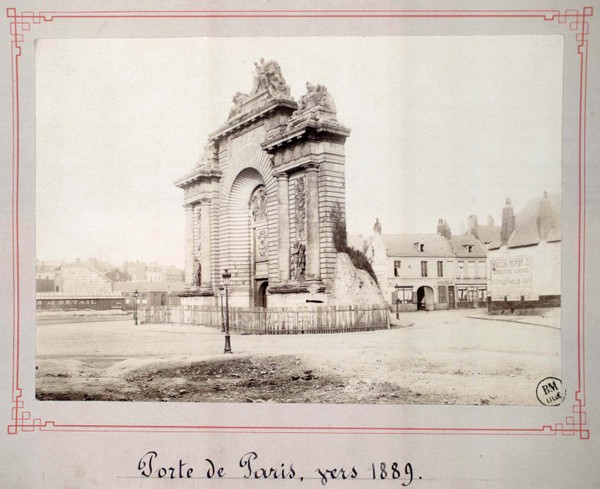
Porte de Paris en 1889 avant restauration
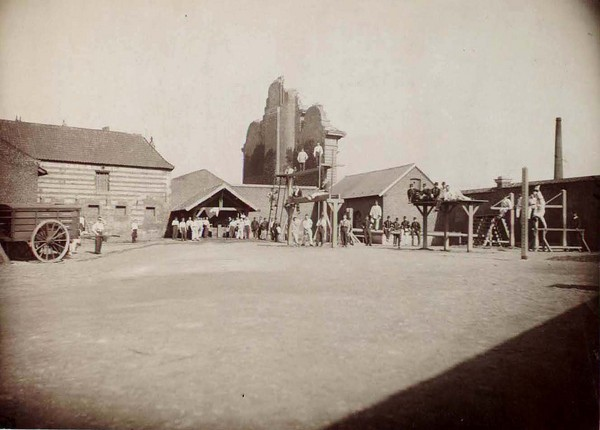
Porte de Paris avant restauration, vue de la caserne Vandamme (l'ancien corps de garde côté ville a disparu)

La porte est alors réaménagée par l'architecte Louis-Marie Cordonnier, qui la complète par une façade côté ville, et elle est mise en valeur au centre d'une place rénovée (place Simon-Vollant), l'ensemble étant inauguré en juin 1895. Cette place est bordée d'immeubles de rapport, dont certains ont été détruits lors de la reconstruction du quartier Saint-Sauveur entrepris dans les années 1960.

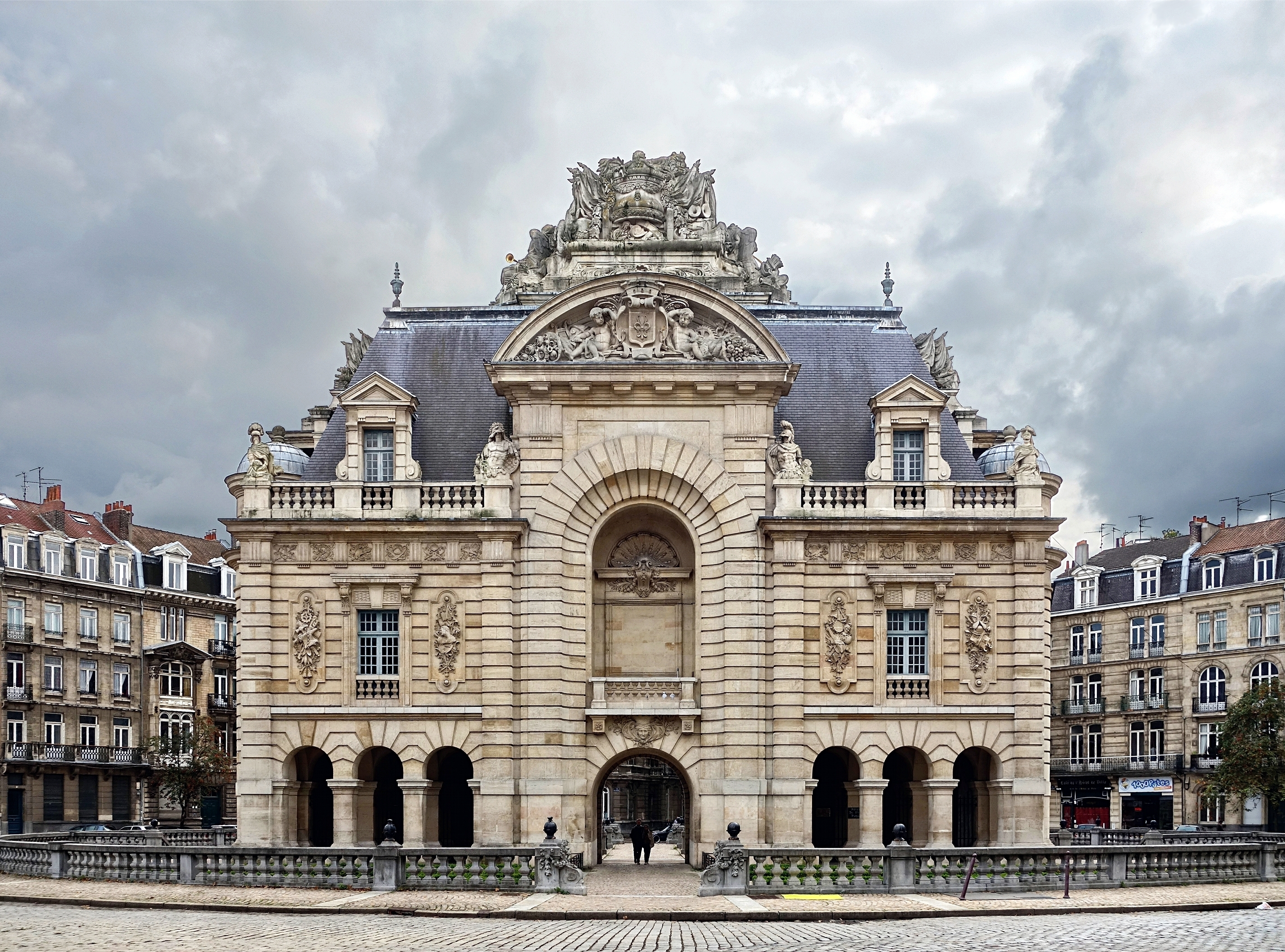
Façade côté ville ajoutée au 19e siècle

## Description

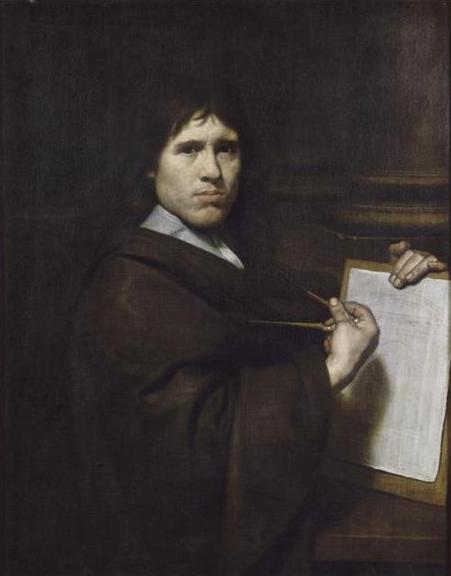
Simon Vollant, l'architecte.

Sa structure comporte deux façades différentes, l'entrée de ville (côté sud, boulevard Denis-Papin) qui est la porte créée par Simon Vollant à la fin du XVIIe siècle et la sortie de ville, du côté de la rue Pierre-Mauroy, œuvre de Louis-Marie Cordonnier réalisée entre 1888 et 1892.
Un couloir voûté au niveau du rez-de-chaussée de la porte avec son pont-levis permettait l'accès en ville du temps des fortifications.
En façade, en entrant dans la ville, présente une composition classique tripartite : un corps central creusé d'une embrasure en arcade dans laquelle s'inscrit une arcade de taille modeste permettant le passage, cette partie principale est flanquée de deux ailes ornées chacune en leur sein d'une figure mythologique encadrée de colonnes géminées d'ordre dorique formant un portique sur chaque travée latérale.
La massivité de cette porte évoque la rigueur militaire. Cet aspect est dû notamment à la faible taille de l'ouverture de la porte à laquelle on accède par le pont-levis, l'ensemble jouant encore à l'époque un rôle défensif, ce qui le fait considérer comme « l'un des derniers chefs-d'œuvre de l'histoire militaire ».

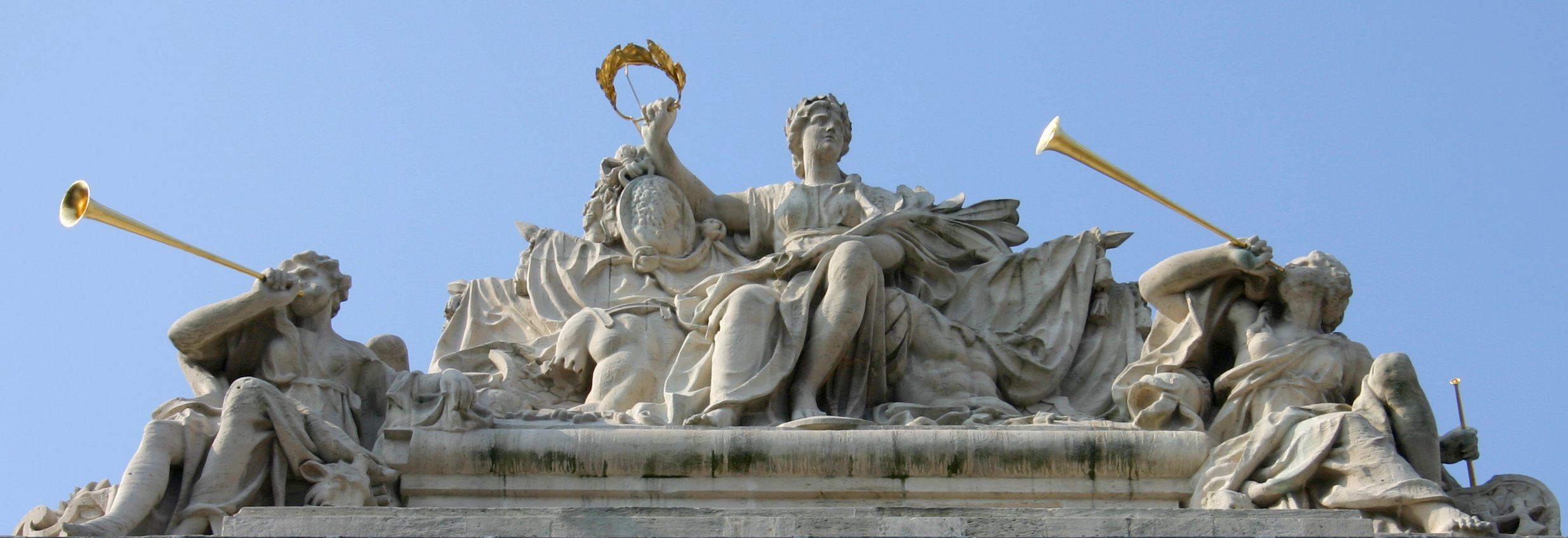
Le faîte de la porte de Paris.

En partie centrale, au-dessus du couloir voûté, on peut observer les armoiries sculptées de la ville de Lille et juste au-dessus l'écusson royal ; mais 32 mètres plus haut, les figures baroques de son faîte dont deux anges, deux allégories de la « Renommée » sonnant la victoire de Louis XIV suggèrent les fastes de la cour. Au centre du faîte, l'allégorie de la « Victoire » est représentée au milieu de trophées d'armes et de drapeaux, son bras droit levé, prêt à déposer une couronne sur la tête du Roi Soleil, Louis XIV, s'inscrivant dans un médaillon, cette sculpture est l'œuvre d'Augustin Camille et de sieur Manier ,.

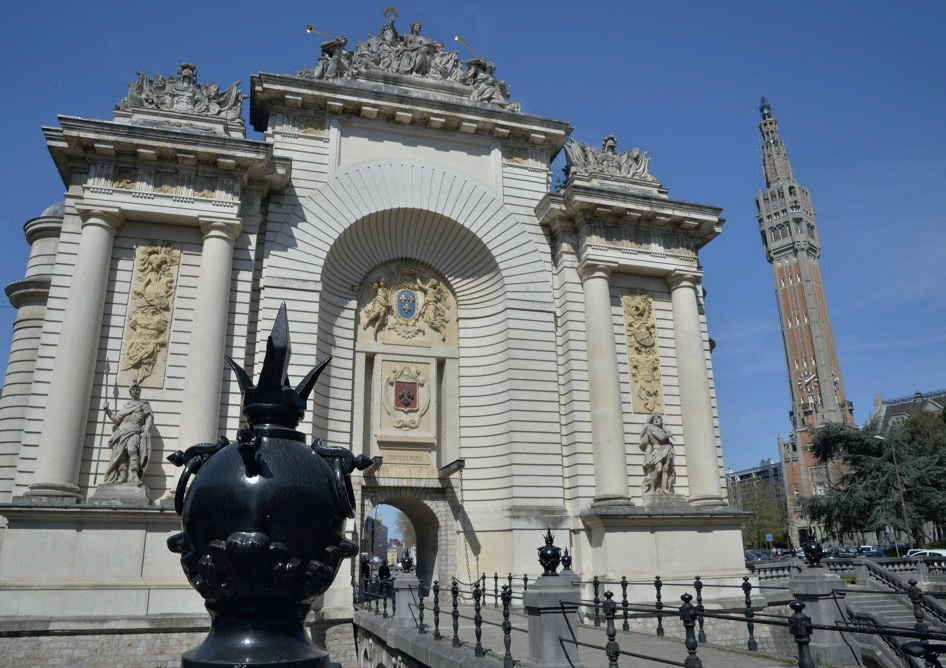
Les ornements de grenades en fonte symbolisent les bombes incendiaires utilisées jadis par l’armée du roi Louis XIV contre les fortifications de l’ancien quartier Saint-Sauveur pour la prise de la ville.

À gauche de la partie centrale, est représenté Mars, le dieu de la guerre ; à droite, Hercule, symbole de force.
La porte de Paris est entourée d'un parapet en pierre (consécutif au réaménagement de la place par Louis-Marie Cordonnier inauguré en 1895) sur lequel sont serties des grenades (ou bombes) en fonte. Celles-ci alternaient avec des candélabres en fonte qui ont disparu depuis et elles-mêmes ont été fortement détériorées par le temps et le vandalisme. Initiée lors de la restauration de la porte engagée pour l'opération « Lille 2004 (capitale européenne de la culture) », la restauration des grenades,, a été réalisée par le département Fonderie de l'École Nationale Supérieure d'Arts et Métiers (ENSAM, campus de Lille), spécialiste reconnu des procédés de fonderie.
Les 24 grenades rénovées sont installées en mars 2018 sur la rambarde restaurée en pierre qui ceinture le monument pour célébrer les 350 ans de la ville de Lille devenue française.
La place où le monument est situé porte maintenant le nom de son architecte Simon Vollant. Ce site est desservi par la station de métro Mairie de Lille.